# Kirinov psaltir
Kirinov psaltir ili Lobkowiczov psaltir je psaltir iz 1395. pisan glagoljicom. Dovršen je u Senju, a čuva se u Narodnoj i sveučilišnoj knjižnici u Pragu. Knjigu je napisao lički glagoljaš žakan (đakon) Kirin u Senju. Kirinov psaltir je najstarija poznata hrvatska glagoljička knjiga psalama, a predviđena je i za pjevanje. Svoj drugi naziv "Lobkowitzov psaltir" dobila je po češkom kolekcionaru knjiga, u čijem je vlasništvu jedno vrijeme bio psaltir. To je zapravo hrvatskoglagoljski pergamentni kodeks napisan na 160 folija. Na zadnjoj stranici psaltira je kolofon.

## Poveznice
- Tkonski zbornik

## Vanjske poveznice
Digitaliziarni Psalterium palaeoslovenicum croato-glagoliticum = Lobkowiczov psaltir, izvornik pohranjen u Oxfordu (Bodleian Library, Ms. Can. lit. 414)